# هوبير كوستا
هوبير كوستا (بالبولندية: Hubert Ranjan Costa)‏ هو سياسي بولندي، ولد في 21 أبريل 1953 في دكا في بنغلاديش. حزبياً، نشط في Self-Defence of the Republic of Poland ‏. وقد انتخب عضو سيم ‏.